# Wychowawca
Wychowawca – osoba pełniąca rolę wychowawczą w stosunku do innych osób. Zwykle jest to ktoś bezpośrednio opiekujący się dziećmi lub małoletnią młodzieżą. 

## Cele wychowawcy
Cele, jakie powinien realizować wychowawca, zależą od rodzaju podopiecznych i ich potrzeb. Do głównych zadań można zaliczyć: 
- opiekę i nadzór
- kształtowanie właściwych postaw
- pomoc w adaptacji do środowiska społecznego.

## Rodzaje wychowawców
- wychowawca przedszkolny
- wychowawca klasy
- wychowawca kolonijny
- wychowawca więzienny